# Heiligewegbad
Het Heiligewegbad of Heiligebad is een voormalig overdekt zwembad aan de Heiligeweg in Amsterdam-Centrum. Het bad was open tussen 1896 tot 1987, het heeft 91 jaar bestaan.
Aan de Heiligeweg bevond zich sinds 1596 in een voormalig Clarissenklooster een verbeteringsgesticht voor criminelen, het Rasphuis. In 1892 werd dit rasphuis door de komst van het huis van bewaring aan de Amstelveenseweg overbodig.
Na afbraak van het rasphuis werd op de plaats ervan een overdekt zwembad gebouwd, bij aanvang het grootste van Europa. De monumentale Rasphuispoort bleef gehandhaafd. Het bad werd geopend op 14 juli 1896. Het was door de situering achter de poort vanaf de Heiligeweg niet zichtbaar. Rondom het bad was een galerij van twee verdiepingen waar zich de kleedhokjes en de dienstruimtes bevonden.
In 1933 kreeg het gebouw na een ingrijpende verbouwing een 25 meterbad. Het werd gebruikt voor wedstrijdzwemmen en door zwemverenigingen en op bepaalde uren kon men er ook vrij zwemmen. Daarnaast werd het bad gebruikt voor schoolzwemmen.
Onder het zwembad bevond zich sinds de jaren 1930 ook een stoombad, met een Turks bad, heteluchtkamer en ontspanningsruimte. Tijdens de jaren 1940 en 1950 diende deze sauna als heimelijke ontmoetingsplek voor homoseksuele mannen: een vroegere bezoeker schatte dat er zo'n veertig tot vijftig mannen per dag kwamen van wie zo'n negentig procent homoseksueel was.
Omdat men in de jaren 1980 wilde bezuinigen en renovatie van het in slechte staat verkerende bad te duur was, waarbij ook een overweging was dat het op dure grond stond, werd besloten tot afbraak. Dit leidde tot protesten van bewoners die het enige zwembad in het centrum van de stad wilden behouden. In 1987 werd het zwembad echter toch gesloten. De bezoekers werden verwezen naar het dicht bij het centrum gelegen Zuiderbad. Het gebouw werd enkele jaren daarna afgebroken maar de historische poort bleef bestaan.
Op het braakliggende terrein, de zogenoemde "Vendex-driehoek", werd winkelcentrum Kalvertoren gebouwd. Hierbij verdween ook de "Vendexhal", de laagbouw dependance van Vroom & Dreesmann tegenover het filiaal in de Kalverstraat. Deze werd gevestigd in het nieuwe Kalvertorencentrum waarbij het Rasphuispoortje een van de toegangen werd.

## Afbeeldingen

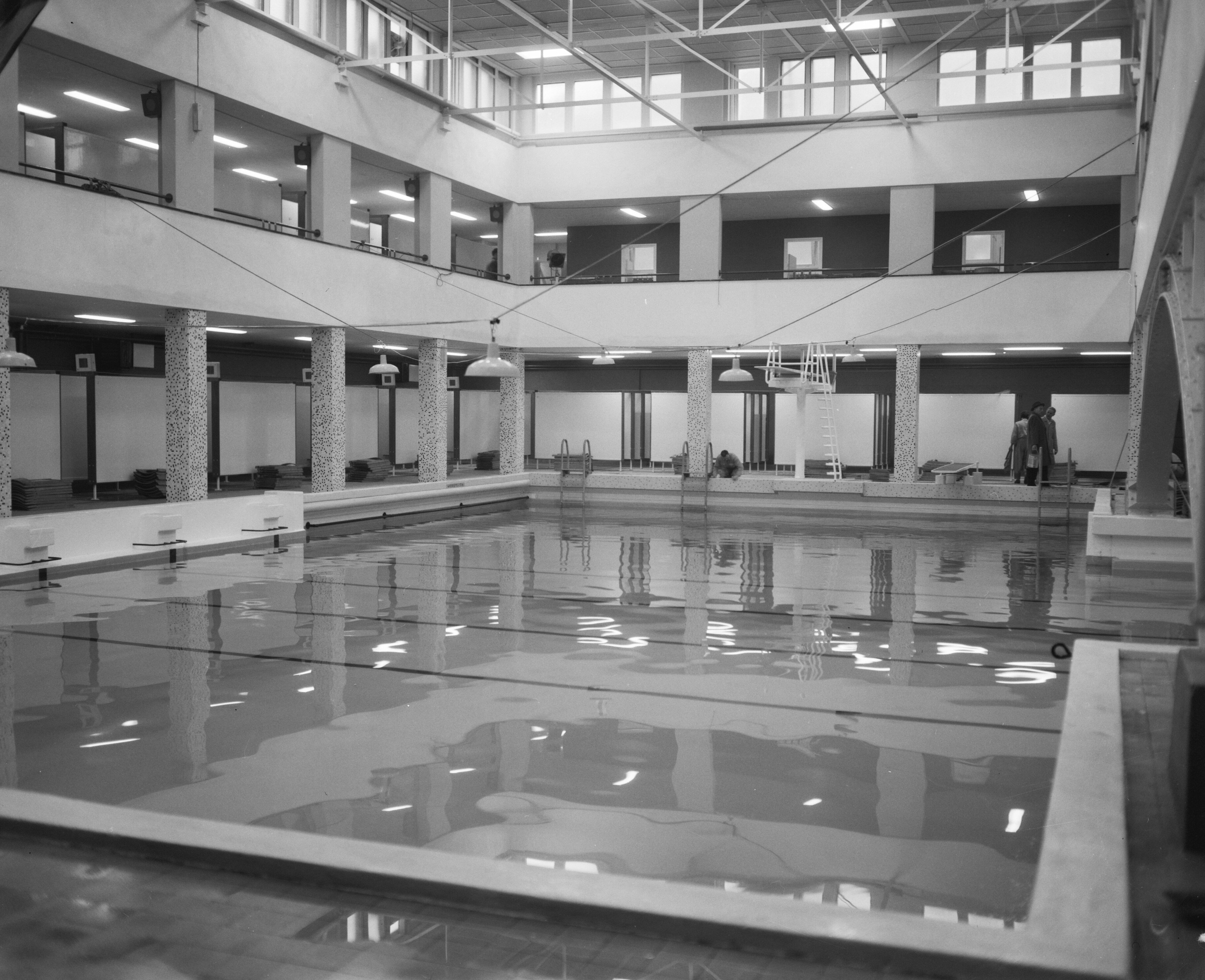
Heropening zwembad na renovatie (1960)
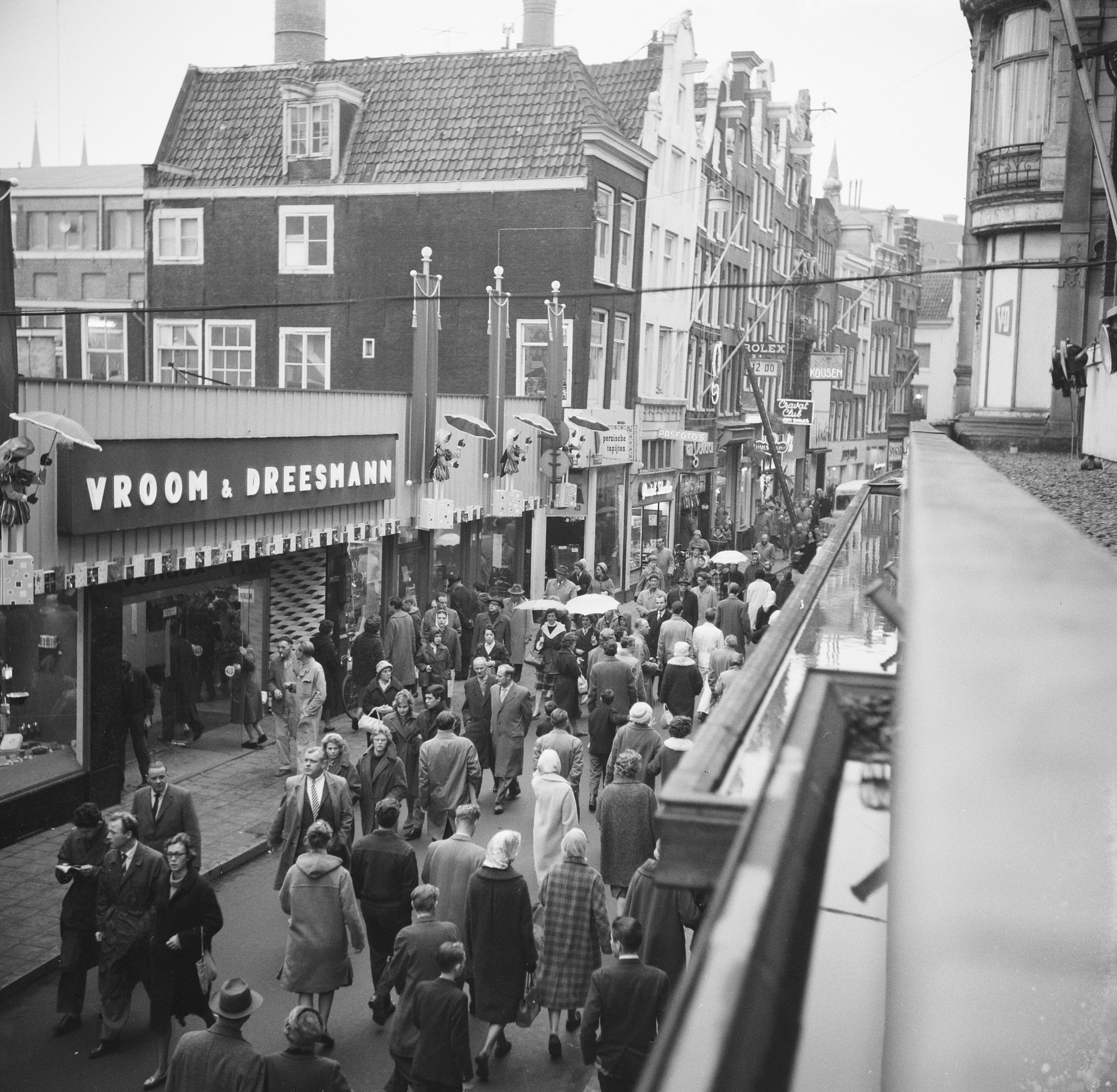
Vendexhal in 1960
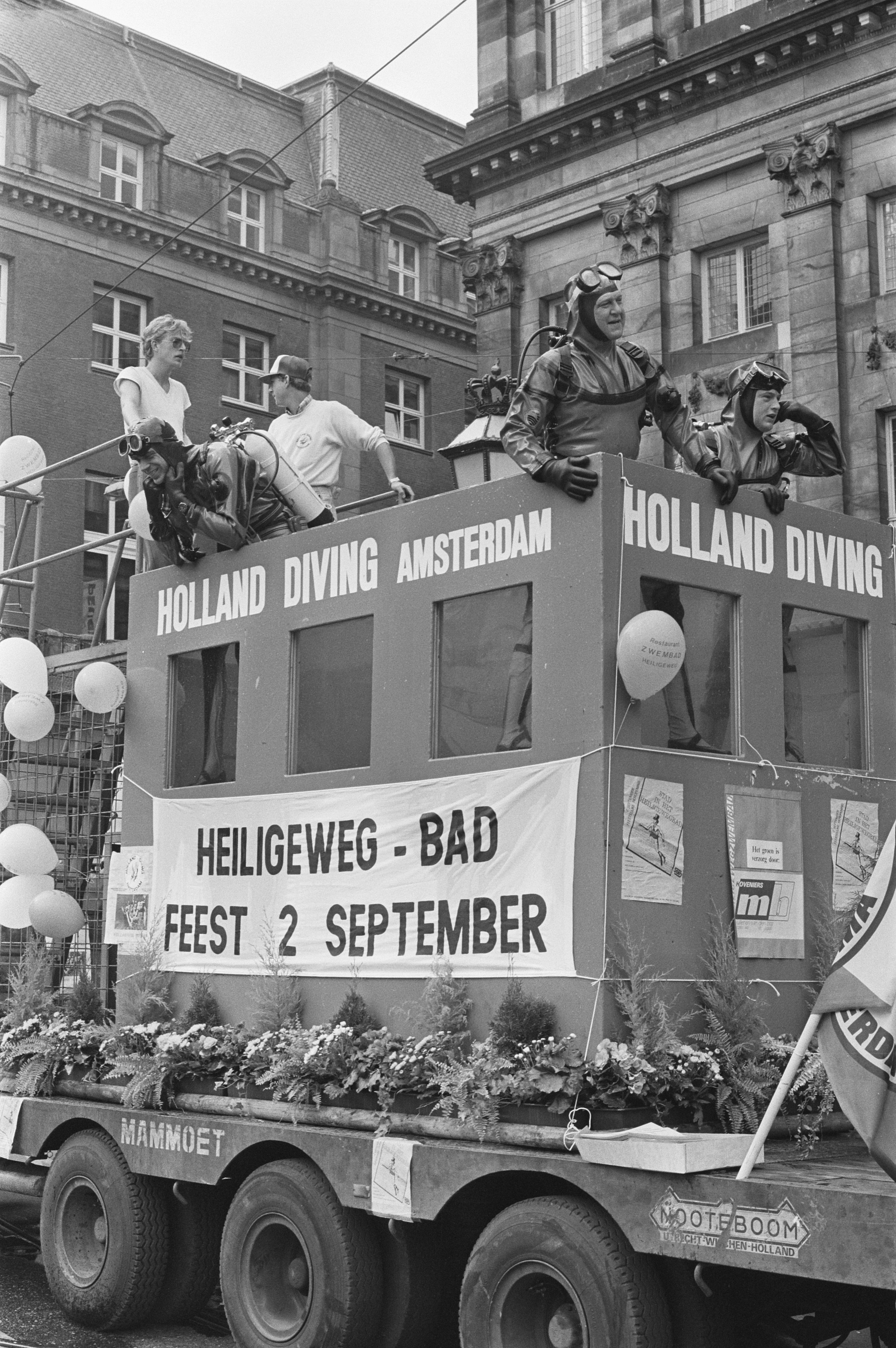
Actie tot behoud van zwembad
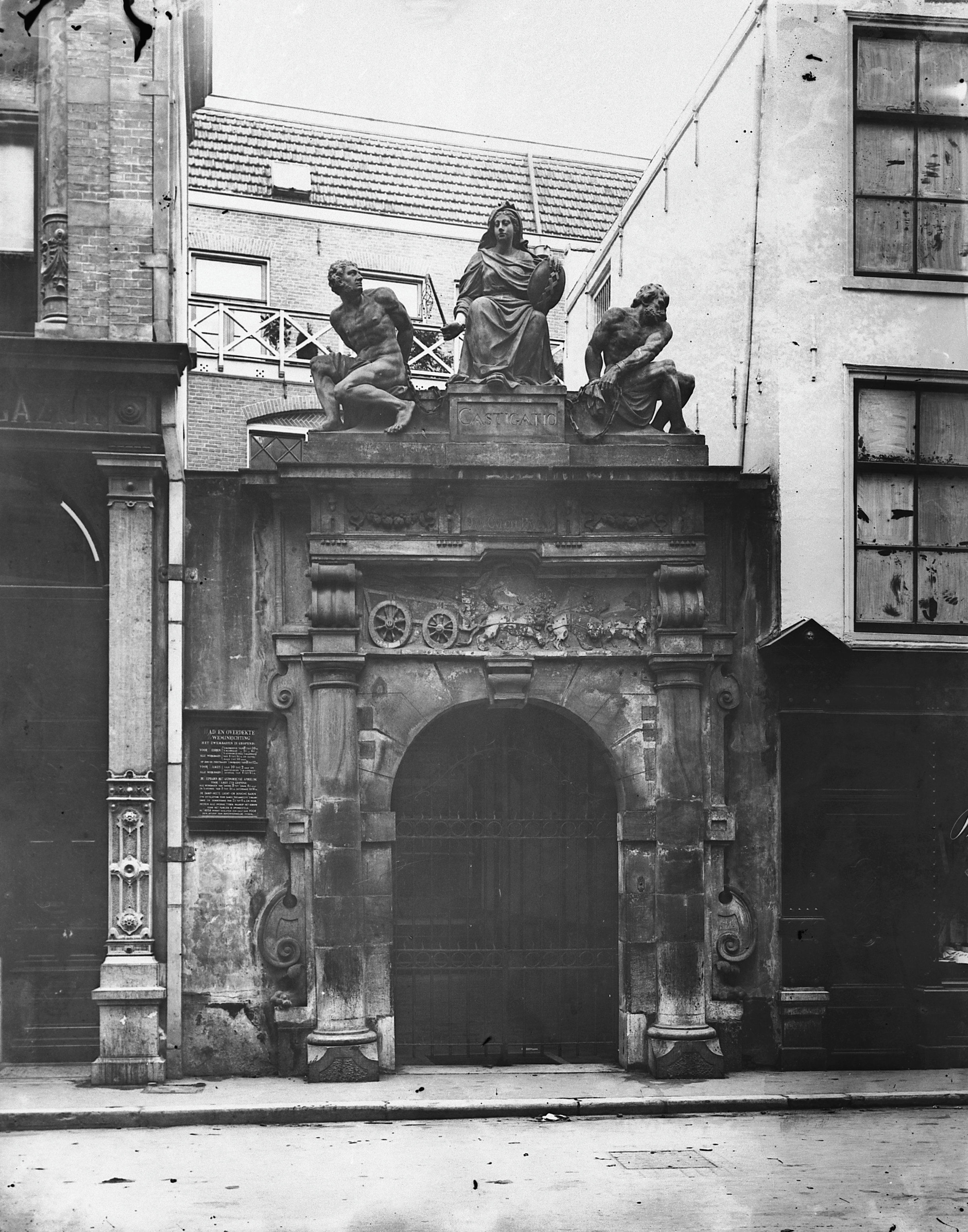
Rasphuispoort, ingang van het Heiligewegbad
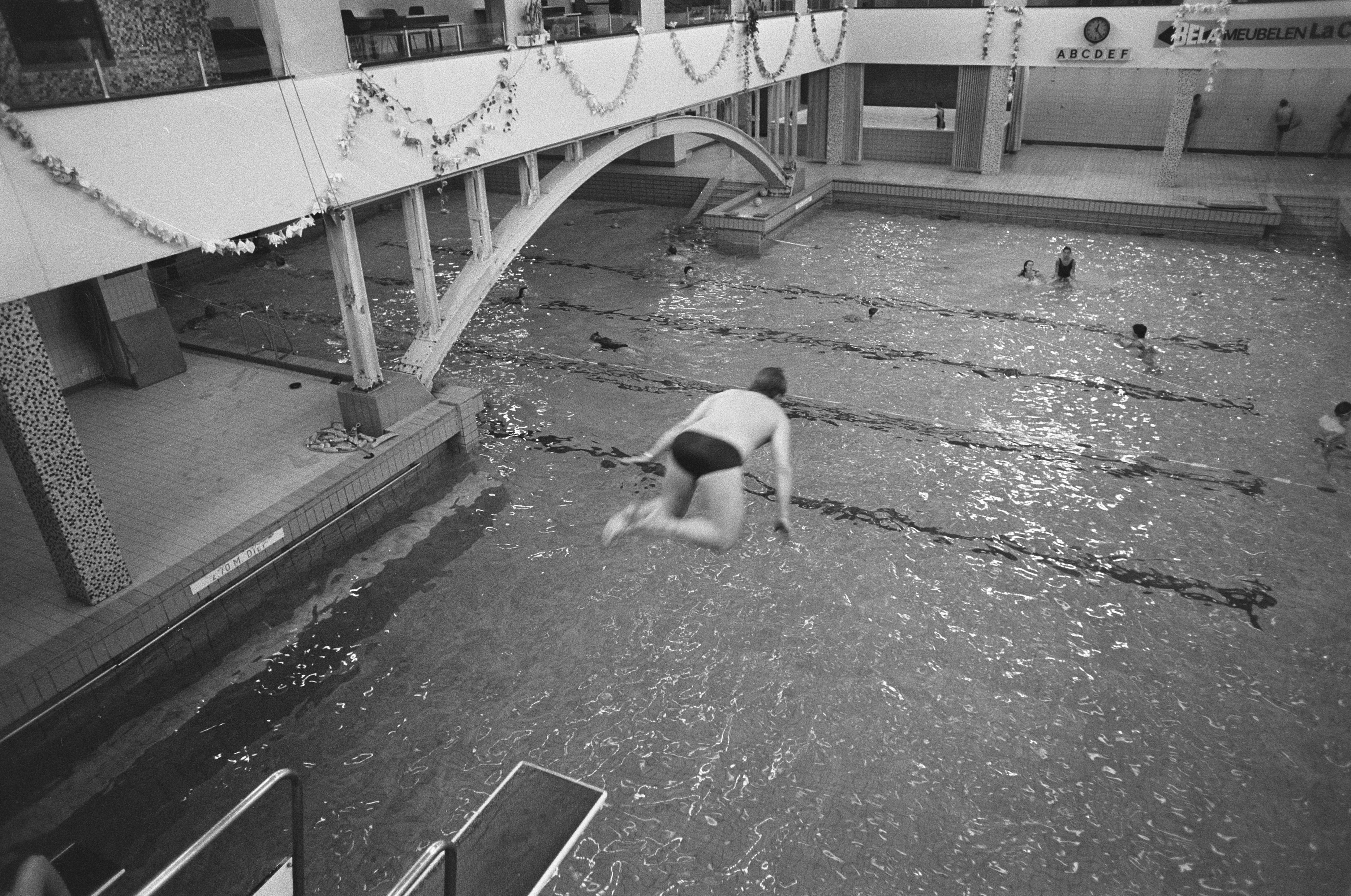
Het zwembad in het sluitingsjaar (1987)

## Trivia
- Het zwembad was onderwerp van Zwemplaats voor Jongelingen te Amsterdam van M.H. Laddé uit 1896, een van de eerste Nederlandse films.